# San Giustino (Umbrië)
San Giustino is een gemeente in de Italiaanse provincie Perugia (regio Umbrië) en telt 10.696 inwoners (31-12-2004). De oppervlakte bedraagt 80,7 km², de bevolkingsdichtheid is 133 inwoners per km².
De volgende frazioni maken deel uit van de gemeente: Celalba, Cospaia, Selci-Lama, Uselle-Renzetti.

## Demografie
San Giustino telt ongeveer 4102 huishoudens. Het aantal inwoners steeg in de periode 1991-2001 met 4,9% volgens cijfers uit de tienjaarlijkse volkstellingen van ISTAT.

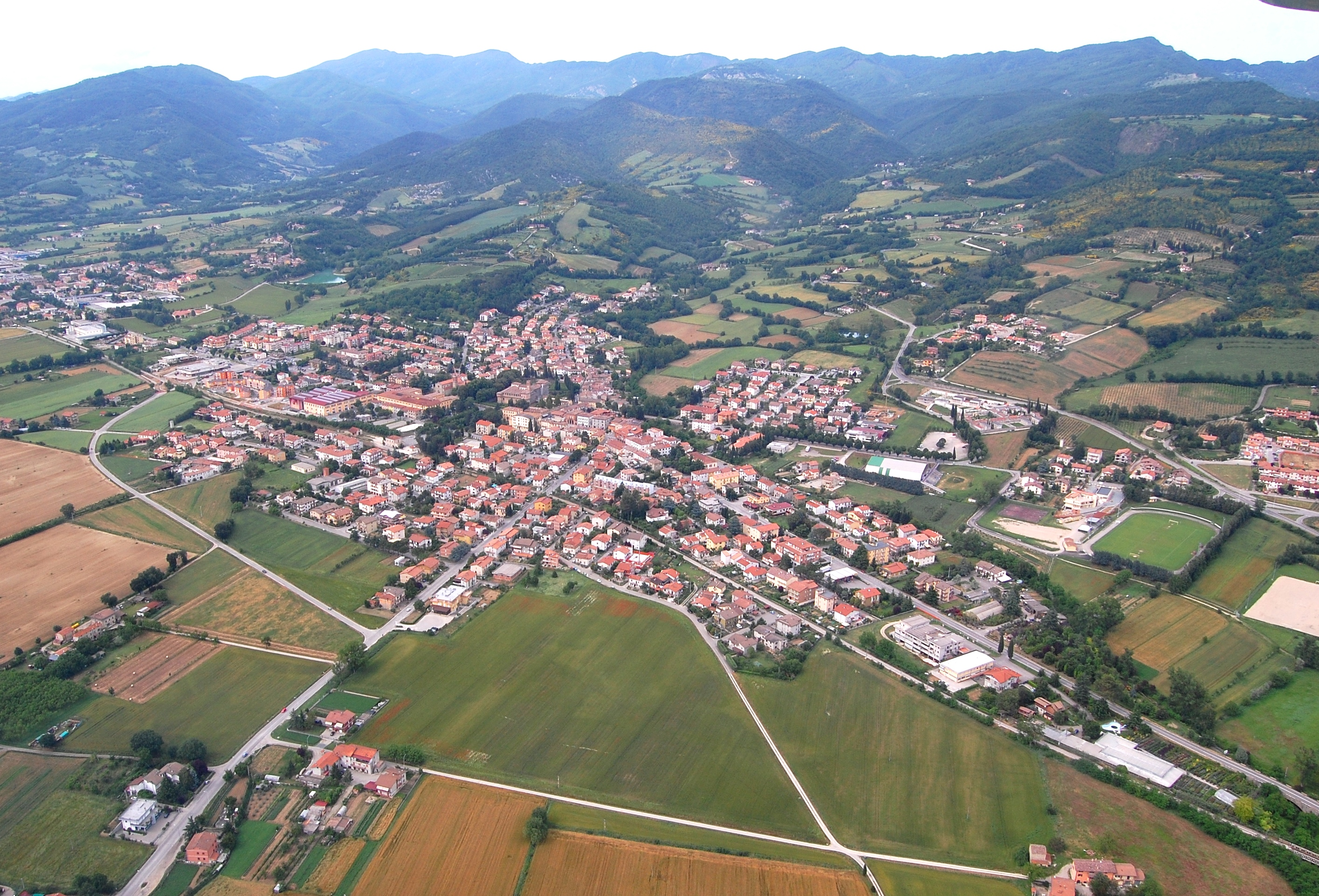
San Giustino

| Jaar | Inwoneraantal |
| ---- | ------------- |
| 1991 | 9904          |
| 2001 | 10.394        |

## Geografie
De gemeente ligt op ongeveer 336 m boven zeeniveau.
San Giustino grenst aan de volgende gemeenten: Borgo Pace (PU), Citerna, Città di Castello, Mercatello sul Metauro (PU), Sansepolcro (AR).